# Nereis guangdongensis
Nereis guangdongensis är en ringmaskart som beskrevs av Wu, Sun och Yang 1981. Nereis guangdongensis ingår i släktet Nereis och familjen Nereididae. Inga underarter finns listade i Catalogue of Life.